# Lazarev Mountains
Lazarev Mountains är ett berg i Antarktis. Det ligger i Östantarktis. Australien gör anspråk på området. Toppen på Lazarev Mountains är 1 066 meter över havet.
Terrängen runt Lazarev Mountains är platt åt sydväst, men åt nordost är den kuperad. Trakten är obefolkad. Det finns inga samhällen i närheten.